# 服部信治
服部 信治（はっとり しんじ、1950年6月29日 - ）は、日本の実業家。株式会社アーバネットコーポレーション代表取締役会長。

## 概要
福岡県大牟田市出身。1969年に福岡県立大牟田南高等学校（現福岡県立ありあけ新世高等学校）を卒業後、職業能力開発総合大学校に入学。1974年4月に北斗建設株式会社へ入社し、その後1976年8月に株式会社核建築設計事務所に入社。1978年9月には、カク建築設計事務所を設立し、代表に就任。1981年2月に名星建設株式会社（現株式会社イクス・アーク都市企画）に入社し、1997年7月に株式会社アーバネットコーポレーションを設立し、代表取締役に就任。2006年9月に代表取締役社長に就任する。一級建築士資格保有。